# Castell de Bossòst
El castell de Bossòst és situat a tramuntana de la vila, sobre el raval de Sant Ròc, al cim de la roca anomenada Casteràs. Aquest castell, emplaçat a la riba esquerra de la Garona entre els dos afluents Casteràs i Pèira Roja, defensava un territori de gran importància estratègica per l'Aran. Control de les principals vies de penetració del Baix Aran.

## Història
La balma d'Era Castera fou utilitzada com habitatge i posteriorment com a refugi fortificat (un «oppidum» cèltic). Les troballes de tipus epigràfic i de monedes ens assabenten de la importància de la romanització. J. Soler ha relacionat aquesta denominació amb les construccions militar dites casteràs o castellum de la Vall d'Aran. Tanmateix, les primeres referències escrites són d'època medieval (Belsot, Bellsot, Bolsot) i molt minses malgrat la seva importància. En aquest temps fou plaça real i cap del terçó de Bossòst (dit també «de Lairissa»). Després del tractat de Corbeil (1258), que feia de la zona un lloc fronterer, i de la seva incorporació a la Corona d'Aragó (1265), el Casteràs fou reforçat i possiblement fou bastida una torre de defensa damunt la balma. El 1283 l'Aran fou envaït per Felip l'Ardit, que tingué el suport del baró de Lés en la croada contra el rei Pere. El 1312 hi ha constància del procés de senyorialització i de la rellevància dels castellans de Bossòst. El 1320, Aimar de Bossòst s'instal·la a la vall d'Ouiel, on enllaçà amb el llinatge francès dels Mayrègne. Aquest abandó fou momentani, les successives penetracions franceses sempre trobaren resistència al castell de Bossòst, sobretot quan es construí el castell actual al cim de la roca el qual, segons el visitador reial Juan Francisco de Gracia ja no era utilitzat el segle xvii.

### Eth Casteret de Bossòst
Torre de guaita situada al nord-oest de la vila de Bossòst, al cim de la roca anomenada Casteret. Es considera un baluard envers la frontera septentrional, una fortificació del castell de Bossòst.[1]

## Arquitectura
Les dues estructures que han pervingut de Casteràs són ben diferenciades. La balma-refugi al peu de la penya i el castell senyorial sobre la roca, més modern. La balma de l'«Era Casteràs» és una cavitat natural que es troba molt deformada a causa de l'erosió. Té uns 20 m d'amplada a la boca i uns 15 m de profunditat. Està orientada a sud i això afavoreix l'habitabilitat, tot i que hi ha filtracions d'aigua. Els forats excavats a la roca s'interpreten com a basaments de les antigues estructures de fusta, o, segons la tradició, escales per pujar al castell modern i on hi devia haver la torre de comunicacions. Del que en queda, es pot deduir l'existència d'una primitiva balma-refugi fortificada, amb porta centrada en el mur i bestorre  de defensa que controlava el camí d'accés. Queden restes de la primitiva muralla, panys de paret entre 1 i 2 metres. L'aparell és de carreuons desbastats amb martell de formes irregulars, agafats amb morter de sorra fina i poca calç i disposats en filades.
Les restes de la bestorre de defensa d'origen medieval estan situades a l'angle de llevant del conjunt fortificat. Té unes mides de 5 x 4 m i aporta diferents solucions tècniques; la part exterior és ovalada i es troba adossada a la muralla amb una estructura interpolada que uneix els dos elements amb cantonades en degradació, possibilitant una major defensa del camí i més espai intern a la boca de la bestorre. A més, l'aparell i el morter són de millor qualitat que en la muralla.
No es pot aventurar cap hipòtesi segura sobre la datació de la construcció. No obstant, el context pot explicar la supervivència o reutilització de la balma-refugi de Casteràs vers els segles XII-XIII. És possible que s'aprofités com a cavallerissa del castell en època moderna.